# Inhumas
Inhumas este un oraș în Goiás (GO), Brazilia.